# Alto do Pina
Alto do Pina é um bairro e uma antiga freguesia portuguesa do município de Lisboa, com 0,84 km² de área e 10.333 habitantes (2011). 
Foi uma das 12 freguesias criadas pela reorganização administrativa da cidade de Lisboa de 7 de fevereiro de 1959, por divisão das freguesias de Beato, Marvila e Penha de França.
Como consequência de nova reorganização administrativa, oficializada a 8 de novembro de 2012, e que entrou em vigor após as eleições autárquicas de 2013, foi determinada a extinção da freguesia, passando o seu território quase integralmente para a nova freguesia do Areeiro, com apenas uma pequena parte anexada à freguesia do Beato.

## População
★ Freguesia criada pelo decreto-lei nº 42.142, de 07/02/1959
| 1960   | 1970   | 1981   | 1991   | 2001   | 2011   |
| 12 570 | 10 852 | 13 110 | 12 654 | 10 253 | 10 333 |

Grupos etários em 2001 e 2011			

|     | 0-14 anos      | 15-24 anos     | 25-64 anos     | 65 e + anos    |
| Hab | 1 265 \| 1 251 | 1 344 \| 1 092 | 5 336 \| 5 667 | 2 308 \| 2 323 |
| Var | -1%            | -19%           | +6%            | +1%            |

## Símbolos heráldicos da freguesia

### Ordenação heráldica do brasão, bandeira e selo
Brasão: escudo de ouro, com uma fonte heráldica entre três asnas de vermelho, em chefe, dispostas em faixa e monte de verde firmado e movente da ponta. Coroa mural de prata de três torres. Listel branco, com a legenda a negro: “ALTO do PINA“.
Bandeira: azul. Cordão e borlas de ouro e azul. Haste e lança de ouro.
Selo: nos termos da Lei, com a legenda: “Junta de Freguesia de Alto do Pina - Lisboa”.
Parecer emitido pela Comissão de Heráldica da Associação dos Arqueólogos Portugueses a 27 de Fevereiro de 2004, nos termos da Lei n.º 53/91, de 7 de Agosto.
Estabelecidos, sob proposta da Junta de Freguesia, em sessão da Assembleia de Freguesia de 27 d Abril de 2004.
Publicados no Diário da República, III Série, N.º 154, de 2 de Julho de 2004.
Registado na Direcção-Geral das Autarquias Locais com o n.º 170/2004, de Agosto de 2004.

### Justificação dos símbolos
- Fonte heráldica. Representa, simbolicamente, a Fonte Monumental da Alameda D. Afonso Henriques, vulgarmente denominada de Fonte Luminosa.
- Três asnas. Representam os três núcleos populacionais da freguesia (1- Bairro dos Actores, Alameda D. Afonso Henriques, Avenida Almirante Reis e Praça Francisco Sá Carneiro; 2- Bairro das Olaias, Avenida Afonso Costa, Rua Sarmento de Beires e Casal Vistoso; 3- Bairros Sociais – Bairro Portugal Novo e Bairro Alto do Pina/ Quinta do Monte Coxo).
- Monte. Representa o topónimo da freguesia, “Alto do Pina”.

## Património
- Fonte Luminosa
- Ruínas da Casa de Campo de D. Fernando II (conjunto arquitectónico da Alameda).

## Arruamentos
A freguesia do Alto do Pina continha 51 arruamentos. Eram eles:
| - Alameda Dom Afonso Henriques - Avenida Afonso Costa - Avenida Almirante Gago Coutinho - Avenida Almirante Reis - Avenida Carlos Pinhão - Avenida Engenheiro Arantes e Oliveira - Avenida Marechal António de Spínola - Avenida Marechal Francisco da Costa Gomes - Azinhaga da Fonte do Louro - Jardim Tristão da Silva - Largo do Casal Vistoso - Largo Roque Laia - Praça Bernardo Santareno - Praça Francisco Sá Carneiro - Rotunda das Olaias - Rua Abade Faria - Rua Actor Isidoro - Rua Actor João Rosa | - Rua Actriz Virgínia - Rua Al Berto - Rua Alberto Pimentel - Rua Alves Torgo - Rua Américo Durão - Rua Aquiles Machado - Rua Augusto Machado - Rua Barão de Sabrosa - Rua Capitão Henrique Galvão - Rua Carlos Mardel - Rua Casimiro Freire - Rua Cristóvão Falcão - Rua de João de Menezes - Rua de Olivença - Rua do Garrido - Rua Domingos dos Reis Quita | - Rua Egas Moniz - Rua Humberto da Cruz - Rua João da Silva - Rua Jorge de Castilho - Rua José Acúrcio das Neves - Rua Lucinda do Carmo - Rua Manuel dos Santos - Rua Manuel Gouveia - Rua Marcelino de Mesquita - Rua Padre Gregório Verdonk - Rua Profª Margarida Vieira Mendes - Rua Profª Maria de Lurdes Belchior - Rua Robalo Gouveia - Rua Sarmento de Beires - Rua Veríssimo Sarmento - Rua Wanda Ramos |